# Eric Fernsten
Eric Fernsten est un joueur de basket-ball américain né le 1er novembre 1953 à Oakland en Californie.

## Clubs successifs
- 1972-1975 :  San Francisco Dons (NCAA)
- 1975 :  Cavaliers de Cleveland (NBA)
- 1975-1977 :  Bulls de Chicago (NBA)
- 1977-1979 :  Mens Sana Siena (Serie A2 et A1)
- 1979–1982 :  Celtics de Boston (NBA)
- 1983-1984 :  Knicks de New York (NBA)
- 1985–1986 :  Tampa Bay Thrillers (CBA)
- 1986 : Staten Island Stallions (USBL)
- 1987-1988 :  Albany Patroons (CBA)

## Palmarès
- 1981 : Champion NBA avec les Celtics de Boston
- 1986 : Champion CBA avec les Tampa Bay Thrillers
- 1988 : Champion CBA avec les Albany Patroons